# Wihr-en-Plaine
Pour les articles homonymes, voir Wihr.
Wihr-en-Plaine est une ancienne commune du Haut-Rhin, rattachée à Horbourg en 1973, pour former la nouvelle commune dénommée Horbourg-Wihr.
De 1973 à 1999, elle avait le statut de commune associée.

## Histoire
Par un arrêté préfectoral du 3 décembre 1972, Wihr-en-Plaine et Horbourg sont fusionnés, ce fait prit effet en 1973.
À la suite d'un arrêté préfectoral du 23 décembre 1999, son statut de commune associée lui est retiré, ce fait entra en vigueur le 1er janvier 2000. Après cette date, Altenbach devint l'unique commune associée du département.

## Toponymie
Anciennes mentions : Wihr prés Horbourg (1793), Wihr (1801).

## Démographie
| 1926 | 1936 | 1946 | 1954 | 1962 | 1968 |
| ---- | ---- | ---- | ---- | ---- | ---- |
| 403  | 405  | 382  | 401  | 434  | 447  |

## Héraldique
| Blason de Wihr-en-Plaine | Blason  | D'azur à la tour d'argent donjonnée d'une tourelle de même, maçonnée de sable, ouverte et ajourée du champ |
| Blason de Wihr-en-Plaine | Détails | |

## Administration et vie politique

### Liste des maires
| Période                                  | Période      | Identité            | Étiquette | Qualité |
| ---------------------------------------- | ------------ | ------------------- | --------- | --- |
| Les données manquantes sont à compléter. |              |                     |           | |
| ?                                        | ?            | Mathias Steib       |           | Cultivateur, échevin                                                                                           |
| ?                                        | ?            | Charles Steib       |           | Exploitant agricole                                                                                            |
| janvier 1969                             | janvier 1973 | Jean-Georges Steib, | app. CD   | Exploitant agricole, syndicaliste Adjoint au maire (1965 → 1969) Conseiller général d'Andolsheim (1973 → 1992) |

| Période                                  | Période   | Identité            | Étiquette            | Qualité |
| ---------------------------------------- | --------- | ------------------- | -------------------- | --- |
| janvier 1973                             | mars 1989 | Jean-Georges Steib, | app. CD puis UDF-CDS | Exploitant agricole Conseiller général d'Andolsheim (1973 → 1992) Conseiller régional d'Alsace (1988 → 1992) |
| ?                                        | mars 2001 | Patrick Alviani     |                      | Gérant d'une entreprise de maçonnerie                                                                        |
| Les données manquantes sont à compléter. |           |                     |                      | |

## Lieux et monuments
- Église mixte de Wihr-en-Plaine

## Personnalités liées à la commune
- Frédéric Hunsinger (1907-1944) Policier résistant exécuté au camp de Dachau.